# Tatra K1
Der Tatra K1 war ein Straßenbahn-Gelenktriebwagen des tschechoslowakischen Herstellers ČKD Tatra, von dem nur zwei Prototypen gebaut wurden.

## Geschichte
Die bisher entwickelten Triebwagen waren für die Beförderung von möglichst vielen Fahrgästen gebaut, allerdings hatten sie nur sehr wenig Sitzplätze. Deswegen wurden in den Jahren 1964 und 1965 zwei zweiteilige Gelenkwagen gebaut. Bei den Gelenkwagen wurde das mittlere Drehgestell nicht angetrieben, außerdem wurde die elektrische Ausrüstung verändert: Die Motoren wurden nicht, wie damals bei Tatra üblich, von einem Accelerator angesteuert, sondern von elektropneumatisch angetriebenen Schützen. Beim K1 wurden die Fahrstufen automatisch geschaltet, für den Fahrer bestand daher in der Handhabung kein Unterschied zu den T3. Der K1 erhielt als erstes Fahrzeug eine Druckluftbremse.

## Einsatz
Vom Typen K1 wurden nur zwei Prototypen gebaut, da bei den Probefahrten viele Schwächen in der elektrischen Ausrüstung zum Vorschein kamen. Die zwei Fahrzeuge wurden 1964 bis 1965 in Prag mit den Nummern 7000 und 7001, danach in den Jahren 1965 bis 1968 in Ostrava mit den Nummern 800 und 801 getestet.
Nach 1968 gingen die Fahrzeuge zum Hersteller Tatra zurück. Eine Serienfertigung dieser Fahrzeuge unterblieb.
Der Wagen 7000 diente mit verkürzter Karosserie noch als Erprobungsträger für den KT4D in Prag bzw. in Liberec (für Meterspur).
Der K1 diente als Vorbild für die Entwicklung des Tatra K2, wo die elektrische Ausrüstung vom Tatra T3 angewendet wurde.